# Atletismo nos Jogos Pan-Americanos de 1951
As competições de atletismo nos Jogos Pan-americanos de 1951 aconteceram no Estádio Monumental de Núñez, em Buenos Aires, entre os dias 27 de fevereiro e 8 de março. As provas atléticas foram disputadas por 14 países: Argentina, Brasil, Colômbia, Cuba, Chile, Estados Unidos, Guatemala, Jamaica, México, Panamá, Paraguai, Peru, Trinidad e Tobago e Venezuela.

## Medalhistas
Masculino
| Evento                              | Ouro                                                                   | Ouro     | Prata                                                                 | Prata    | Bronze                                                                         | Bronze   |
| ----------------------------------- | ---------------------------------------------------------------------- | -------- | --------------------------------------------------------------------- | -------- | ------------------------------------------------------------------------------ | -------- |
| 100 metros detalhes                 | Rafael Fortún CUB Cuba                                                 | 10.6     | Art Bragg USA Estados Unidos                                          | 10.6     | Herb McKenley JAM Jamaica                                                      | 11.0     |
| 200 metros detalhes                 | Rafael Fortún CUB Cuba                                                 | 21.3     | Art Bragg USA Estados Unidos                                          | 21.4     | Herb McKenley JAM Jamaica                                                      | 21.5     |
| 400 metros detalhes                 | Mal Whitfield USA Estados Unidos                                       | 47.8     | Hugo Maiocco USA Estados Unidos                                       | 48.0     | Herb McKenley JAM Jamaica                                                      | 48.2     |
| 800 metros detalhes                 | Mal Whitfield USA Estados Unidos                                       | 1:53.2   | Bill Brown USA Estados Unidos                                         | 1:53.3   | Hugo Maiocco USA Estados Unidos                                                | 1:53.6   |
| 1500 metros detalhes                | Browning Ross USA Estados Unidos                                       | 4:00.4   | Guillermo Solá CHI Chile                                              | 4:00.5   | John Twomey USA Estados Unidos                                                 | 4:02.0   |
| 5000 metros detalhes                | Ricardo Bralo ARG Argentina                                            | 14:57.2  | John Twomey USA Estados Unidos                                        | 14:57.5  | Gustavo Rojas CHI Chile                                                        | 15:06.4  |
| 10000 metros detalhes               | Curt Stone USA Estados Unidos                                          | 31:08.6  | Ricardo Bralo ARG Argentina                                           | 31:09.4  | Ezequiel Bustamente ARG Argentina                                              | 32:31.8  |
| 4x100 metros detalhes               | Art Bragg Dick Attlesey Donald Campbell John Voight USA Estados Unidos | 41.0     | Ángel García Delgado Jesús Farrés Rafael Fortún Raúl Mazorra CUB Cuba | 41.2     | Adelio Márquez Fernando Lapuente Gerardo Bönnhoff Mariano Acosta ARG Argentina | 41.8     |
| 4x400 metros detalhes               | Bill Brown Hugo Maiocco John Voight Mal Whitfield USA Estados Unidos   | 3:09.9   | Gustavo Ehlers Jaime Itlmann Jörn Gevert Reinaldo Muller CHI Chile    | 3:17.7   | Eduardo Balducci Guido Veronese Julio Ferreyra Máximo Guerra ARG Argentina     | 3:18.4   |
| 110 metros com barreiras detalhes   | Dick Attlesey USA Estados Unidos                                       | 14.0     | Estanislao Kocourek ARG Argentina                                     | 14.2     | Samuel Anderson CUB Cuba                                                       | 14.2     |
| 400 metros com barreiras detalhes   | Jaime Aparicio COL Colômbia                                            | 53.4     | Wilson Gomes Carneiro BRA Brasil                                      | 53.7     | Don Halderman USA Estados Unidos                                               | 54.5     |
| 3000 metros com obstáculos detalhes | Curt Stone USA Estados Unidos                                          | 9:32.0   | Harris Ross USA Estados Unidos                                        | 9:32.0   | Pedro Caffa ARG Argentina                                                      | 9:44.6   |
| 10000 m marcha atlética detalhes    | Henry Laskau USA Estados Unidos                                        | 50:26.8  | Luis Turza ARG Argentina                                              | 52:27.5  | Martín Casas ARG Argentina                                                     | 52:59.6  |
| 50 km marcha atlética detalhes      | Sixto Ibáñez ARG Argentina                                             | 5:06:07  | James Jackson TRI Trinidad e Tobago                                   | 5:21:13  | Armando González ARG Argentina                                                 | 5:27:01  |
| Maratona detalhes                   | Delfo Cabrera ARG Argentina                                            | 2:35:01  | Reinaldo Gorno ARG Argentina                                          | 2:45:00  | Luis Valázquez GUA Guatemala                                                   | 2:46:03  |
| Salto em distância detalhes         | Gay Bryan USA Estados Unidos                                           | 7.14 m   | Albino Geist ARG Argentina                                            | 7.09 m   | Jim Holland USA Estados Unidos                                                 | 6.95 m   |
| Salto triplo detalhes               | Adhemar Ferreira da Silva BRA Brasil                                   | 15.19 m  | Hélio Coutinho da Silva BRA Brasil                                    | 15.17 m  | Bruno Witthaus ARG Argentina                                                   | 14.34 m  |
| Salto em altura detalhes            | Virgil Severns USA Estados Unidos                                      | 1.95 m   | Cal Clark USA Estados Unidos                                          | 1.90 m   | Adilton de Almeida Luz BRA Brasil                                              | 1.90 m   |
| Salto com vara detalhes             | Bob Richards USA Estados Unidos                                        | 4.50 m   | Jaime Piqueras PER Peru                                               | 3.90 m   | Sinibaldo Gerbasi BRA Brasil                                                   | 3.90 m   |
| Arremesso de peso detalhes          | Jim Fuchs USA Estados Unidos                                           | 17.25 m  | Juan Kahnert ARG Argentina                                            | 14.27 m  | Nadim Marreis BRA Brasil                                                       | 14.07 m  |
| Lançamento de disco detalhes        | Jim Fuchs USA Estados Unidos                                           | 48.91 m  | Dick Doyle USA Estados Unidos                                         | 47.28 m  | Elvio Porta ARG Argentina                                                      | 44.93 m  |
| Lançamento de dardo detalhes        | Ricardo Heber ARG Argentina                                            | 68.08 m  | Steve Seymour USA Estados Unidos                                      | 67.08 m  | Horst Walter ARG Argentina                                                     | 66.33 m  |
| Lançamento de martelo detalhes      | Emilio Ortiz ARG Argentina                                             | 48.04 m  | Manuel Etchepare ARG Argentina                                        | 46.12 m  | Arturo Melcher CHI Chile                                                       | 45.70 m  |
| Decatlo detalhes                    | Hernán Figueroa CHI Chile                                              | 6610 pts | Hernán Alzamora PER Peru                                              | 6063 pts | Enrique Salazar GUA Guatemala                                                  | 4380 pts |

Feminino
| Evento                           | Ouro                                                                   | Ouro    | Prata                                                                   | Prata   | Bronze                                                                   | Bronze  |
| -------------------------------- | ---------------------------------------------------------------------- | ------- | ----------------------------------------------------------------------- | ------- | ------------------------------------------------------------------------ | ------- |
| 100 metros detalhes              | Julia Sánchez PER Peru                                                 | 12.2    | Jean Patton USA Estados Unidos                                          | 12.3    | Lilián Heinz ARG Argentina                                               | 12.7    |
| 200 metros detalhes              | Jean Patton USA Estados Unidos                                         | 25.3    | Nell Jackson USA Estados Unidos                                         | 25.7    | Adriana Millard CHI Chile                                                | 26.1    |
| 80 metros com barreiras detalhes | Eliana Gaete CHI Chile                                                 | 11.9    | Marion Huber CHI Chile                                                  | 12.0    | Nancy Phillips USA Estados Unidos                                        | 12.1    |
| Salto em distância detalhes      | Beatriz Kretschmer CHI Chile                                           | 5.42 m  | Lisa Peters CHI Chile                                                   | 5.20 m  | Wanda dos Santos BRA Brasil                                              | 5.18 m  |
| Salto em altura detalhes         | Jacinta Sandiford ECU Equador                                          | 1.46 m  | Lucy López CHI Chile                                                    | 1.46 m  | Elizabeth Müller BRA Brasil                                              | 1.46 m  |
| Arremesso de peso detalhes       | Ingeborg Mello ARG Argentina                                           | 12.45 m | Vera Trezoitko BRA Brasil                                               | 11.59 m | Ingeborg Pfuller ARG Argentina                                           | 11.58 m |
| Lançamento de disco detalhes     | Ingeborg Mello ARG Argentina                                           | 38.55 m | Ingeborg Pfuller ARG Argentina                                          | 37.19 m | Frances Kaszubski USA Estados Unidos                                     | 35.84 m |
| Lançamento de dardo detalhes     | Hortensia García MEX México                                            | 39.45 m | Amelia Bert USA Estados Unidos                                          | 38.08 m | Berta Chiú MEX México                                                    | 37.78 m |
| 4x100 metros detalhes            | Dolores Dwyer Janet Moreau Jean Patton Nell Jackson USA Estados Unidos | 48.7    | Adriana Millard Betty Kretschmer Eliana Gaete Hildegard Kreft CHI Chile | 49.3    | Ana María Fontán Lilián Heinz Olga Bianchi Teresa Carvajal ARG Argentina | 49.8    |

## Quadro de medalhas
| Ordem | País              | Medalha de ouro | Medalha de prata | Medalha de bronze | Total |
| ----- | ----------------- | --------------- | ---------------- | ----------------- | ----- |
| 1     | Estados Unidos    | 16              | 12               | 6                 | 34    |
| 2     | Argentina         | 7               | 8                | 12                | 27    |
| 3     | Chile             | 3               | 6                | 3                 | 12    |
| 4     | Cuba              | 2               | 1                | 1                 | 4     |
| 5     | Brasil            | 1               | 3                | 5                 | 9     |
| 6     | Peru              | 1               | 2                | 0                 | 3     |
| 7     | México            | 1               | 0                | 1                 | 2     |
| 8     | Colômbia          | 1               | 0                | 0                 | 1     |
| 8     | Equador           | 1               | 0                | 0                 | 1     |
| 10    | Trindade e Tobago | 0               | 1                | 0                 | 1     |
| 11    | Jamaica           | 0               | 0                | 3                 | 3     |
| 12    | Guatemala         | 0               | 0                | 2                 | 2     |

Legenda
| Recorde mundial      | Recorde mundial (World record)               |                       | Recorde africano                      | Recorde africano (African) |                                           | Q | Classificado por posição (Qualified) |
| Recorde olímpico     | Recorde olímpico (Olympic record)            | Recorde da América    | Recorde da América (Americas)         | q                          | Classificado por melhor tempo (Qualified) |   |                                      |
| Melhor marca do ano  | Melhor marca do ano (World leading)          | Recorde asiático      | Recorde asiático (Asian)              | DNS                        | Não largou (Did not start)                |   |                                      |
| Recorde nacional     | Recorde nacional (National record)           | Recorde europeu       | Recorde europeu (European)            | DNF                        | Não terminou (Did not finish)             |   |                                      |
| Recorde pessoal      | Recorde pessoal do atleta (Personal best)    | Recorde da Oceania    | Recorde da Oceania (Oceania)          | DSQ / DQ                   | Desclassificado (Disqualified)            |   |                                      |
| Recorde da temporada | Recorde da temporada do atleta (Season best) | Recorde sul-americano | Recorde sul-americano (South America) | NM                         | Sem marca (No mark)                       |   |                                      |